# Campagne d'Afrique du Nord (Seconde Guerre mondiale)
Pour les articles homonymes, voir Campagne d'Afrique du Nord.
Seconde Guerre mondiale
Batailles
Guerre du Désert
- Invasion de l'Égypte
- Compass (Fort Capuzzo
- Nibeiwa
- Sidi Barrani
- Bardia
- Tobrouk (1941)
- Mechili
- Beda Fomm)
- Koufra
- Siège de Giarabub
- Sonnenblume
- El Agheila (1941)
- Siège de Tobrouk (Raid sur Bardia
- Raid Twin Pimples)
- Skorpion
- Brevity
- Battleaxe
- Crusader (Flipper
- Bir el Gubi (novembre 1941)
- Point 175
- Bir el Gubi (décembre 1941))
- Fort Lamy
- Gazala (Bir Hakeim
- Tobrouk (1942))
- Mersa Matruh
- El Alamein (juillet 1942) (Raid sur l'aérodrome de Sidi Haneish)
- Alam el Halfa
- Agreement (Caravan)
- Bertram
- Braganza
- El Alamein (octobre 1942) (Avant-poste Snipe)
- El Agheila (1942)

Débarquement allié en Afrique du Nord
- Blackstone
- Casablanca
- Reservist
- Terminal
- Port Lyautey
- Brushwood

Campagne de Tunisie
- Course pour Tunis
- Ligne Mareth
- Sidi Bouzid
- Kasserine
- Sejnane
- Ochsenkopf
- Capri
- Ksar Ghilane
- Pugilist
- El Guettar
- Wadi Akarit
- Longstop Hill
- Hill 609
- Vulcan
- Flax
- Retribution
- Strike

Batailles et opérations des campagnes d'Afrique, du Moyen-Orient et de Méditerranée
- Guerre du Désert
- Campagne d'Afrique de l'Est
- Campagne d'Afrique du Nord
- Bataille de la Méditerranée
- Bombardements italiens de la Palestine mandataire
- Bombardement du Bahreïn
- Campagne du Gabon
- Campagne des Balkans
- Guerre anglo-irakienne
- Campagne de Syrie
- Résistance en Grèce
- Opérations en Yougoslavie
- Opérations anti-partisans en Croatie
- Invasion anglo-soviétique de l'Iran
- Bataille de Madagascar
- Offensive de Belgrade
- Campagne d'Italie
- Résistance en Macédoine

Front d'Europe de l'Ouest

Front d'Europe de l'Est

Bataille de l'Atlantique

Guerre du Pacifique

Guerre sino-japonaise

Théâtre américain
La campagne d'Afrique du Nord désigne une série de batailles livrées pendant la Seconde Guerre mondiale, faisant partie du théâtre méditerranéen de cette guerre.
Il s'agissait de campagnes menées dans les déserts libyens et égyptiens (guerre du désert) et au Maroc et en Algérie (opération Torch) et en Tunisie (campagne de Tunisie).
La campagne est menée entre les forces des Alliés et de l'Axe, dont beaucoup ont des intérêts coloniaux en Afrique. L'effort de guerre allié est essentiellement réalisé par le Commonwealth et les gouvernements de pays occupés par les Allemands. Les États-Unis sont entrés en guerre en décembre 1941 et ont commencé une assistance militaire directe en Afrique du Nord en 1942.
Les combats en Afrique du Nord ont commencé avec la déclaration de guerre de l'Italie le 10 juin 1940. Le 14 juin, le 11th Hussars de l'armée britannique (British Army) (assisté d'éléments du 1st Royal Tank Regiment, 1st RTR) franchit la frontière entre l'Égypte et la Libye et s'empare du fort italien Capuzzo. S'ensuit une contre-offensive italienne en Égypte et la prise de Sidi Barrani en septembre, puis sa reprise par les Britanniques en décembre à la suite d'une contre-offensive du Commonwealth britannique, l'opération Compass. Au cours de l'opération Compass, la 10e armée italienne (10ª Armata) est détruite et l'Afrika Korps allemand - commandé par Erwin Rommel, qui sera plus tard surnommé « le renard du désert » - est envoyé en Afrique du Nord en février 1941 au cours de l'opération Sonnenblume pour renforcer les forces italiennes afin d'empêcher une défaite complète de l'Axe.
Une série fluctuante de batailles pour le contrôle de la Libye et de certaines régions d'Égypte s'ensuivit, atteignant son apogée lors de la seconde bataille d'El Alamein en octobre 1942, lorsque les forces du Commonwealth britannique sous le commandement du lieutenant-général Bernard Montgomery infligèrent une défaite décisive à l'Afrika Korps de Rommel et forcèrent ses restes à se réfugier en Tunisie. Après le débarquement anglo-américain (opération Torch) en Afrique du Nord-Ouest en novembre 1942, et les batailles ultérieures contre les forces de la France de Vichy (qui ont ensuite changé de camp), les Alliés ont encerclé plusieurs centaines de milliers d'Allemands et d'Italiens dans le nord de la Tunisie et ont finalement forcé leur reddition en mai 1943.
Les informations glanées par les services britanniques de décryptage du code Ultra se sont avérées essentielles au succès des Alliés en Afrique du Nord. La victoire des Alliés dans cette campagne a immédiatement conduit à la campagne d'Italie, qui a abouti à la chute du gouvernement fasciste en Italie et à l'élimination du principal allié européen de l'Allemagne.
La campagne d'Afrique du Nord a souvent été qualifiée de « guerre sans haine », un pur affrontement militaire dans le désert, sans les rafles de partisans et le nettoyage ethnique qui ont eu lieu en Europe. Ce point de vue a été contesté par des historiens récents, étant donné que de nombreux civils vivaient effectivement dans la région et que la campagne a été marquée par de nombreuses atrocités et abus commis par les forces allemandes et italiennes à l'égard des prisonniers de guerre et des populations locales juives, berbères et arabes.Ils étaient souvent motivés par le racisme, y compris l'antisémitisme.

## Campagne du désert occidental

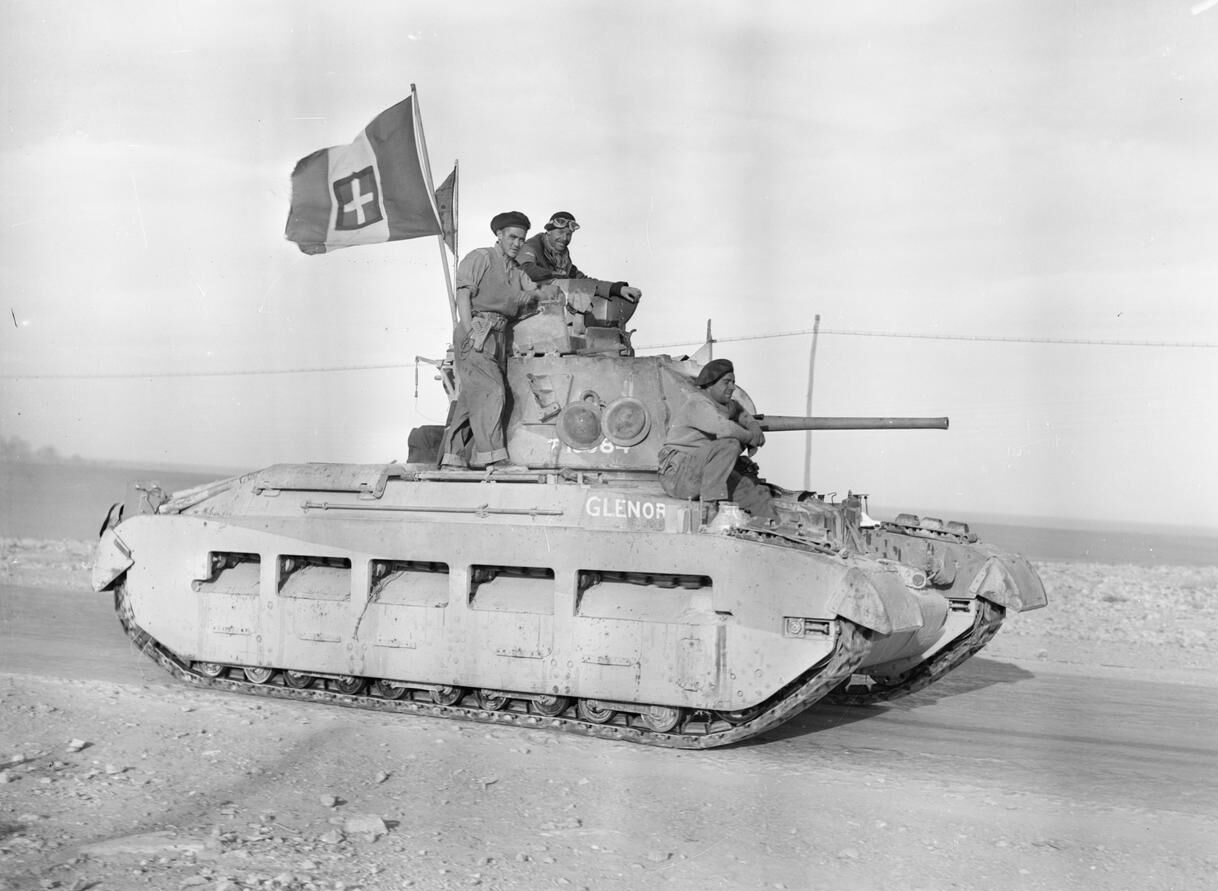
Un Matilda Mk II britannique nommé « Glenorchy » du Major K.P. Harris, MC, commandant de l'escadron « D » du 7e Royal Tank Regiment pendant l'opération Compass, arborant un drapeau italien capturé à Tobrouk, le 24 janvier 1941

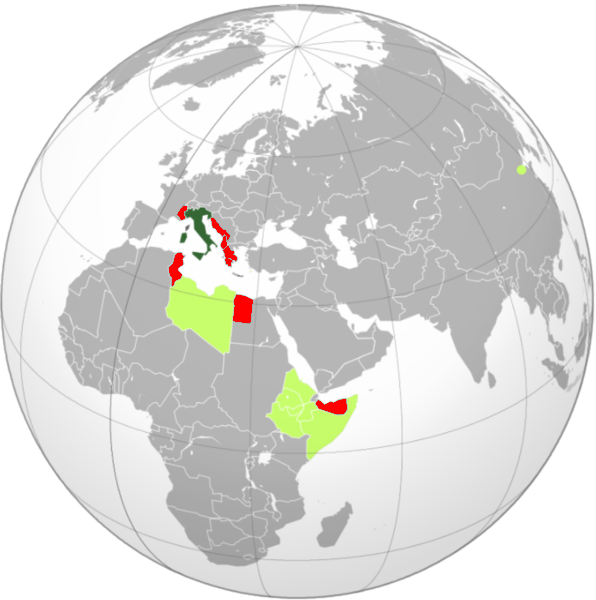
L'Empire italien en novembre 1942

Le 10 mai 1940, la Wehrmacht entame la bataille de France (en allemand : Westfeldzug). Un mois plus tard, il est clair que la France devra se rendre dans les deux semaines. L'armistice de Compiègne a lieu le 22 juin 1940.
Le 10 juin, le royaume d'Italie s'est aligné sur l'Allemagne nazie et a déclaré la guerre à la France et au Royaume-Uni. Les forces britanniques (ainsi que les troupes indiennes et rhodésiennes) basées en Égypte ont reçu l'ordre de prendre des mesures défensives, mais d'éviter autant que possible toute provocation. Cependant, le 11 juin, ils ont commencé une série de raids contre les positions italiennes en Libye. Après la défaite de la France le 25 juin, les forces italiennes en Tripolitaine – faisant face aux troupes françaises basées en Tunisie – se redéployent en Cyrénaïque pour renforcer la Dixième armée italienne. Ceci, ajouté à la dégradation constante de l'équipement des forces britanniques, conduit le général Archibald Wavell à ordonner la fin des raids et à placer la défense de la frontière égyptienne avec une petite force d'écran.
Le dictateur italien Benito Mussolini ordonna à la 10e armée d'envahir l'Égypte avant le 8 août. Deux jours plus tard, aucune invasion n'ayant été lancée, Mussolini ordonna au maréchal Graziani d'attaquer dès que les forces allemandes lanceraient l'opération Seelöwe. Le 8 septembre, les Italiens - gênés par le manque de moyens de transport, affaiblis par le faible niveau d'entraînement des officiers et affaiblis par l'état de leur matériel de soutien - reçurent l'ordre d'envahir l'Égypte le lendemain. Le plan de bataille consistait à avancer le long de la route côtière tandis que des forces blindées limitées opéraient sur le flanc du désert.
Pour contrer l'avance italienne, Wavell ordonna à ses forces d'écran de harceler les Italiens qui avançaient, se repliant vers Mersa Matruh, où était basée la principale force d'infanterie britannique. Positionnée sur le flanc du désert, la 7e division blindée devait frapper le flanc de la force italienne,.

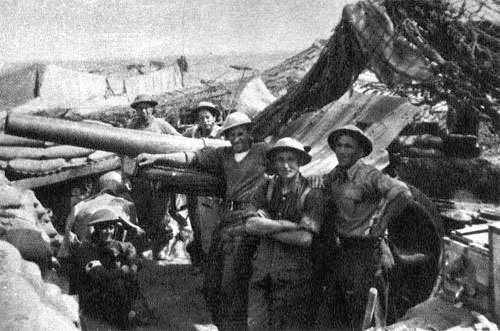
11e Bataillon d'infanterie tchécoslovaque défendant Tobrouk

Le 16 septembre, la force italienne avait avancé jusqu'à Maktila, à environ 130 kilomètres à l'ouest de Mersa Matruh, où elle s'est arrêtée en raison de problèmes de ravitaillement. Bien que Mussolini les ait exhortés à poursuivre, Graziani a ordonné à ses hommes de se retrancher autour de Sidi Barrani, et des camps fortifiés ont été établis dans des emplacements avancés ; des troupes supplémentaires ont également été positionnées en arrière de la force principale. En réponse à la dispersion des camps italiens, les Britanniques ont planifié une attaque limitée de cinq jours, l'Opération Compass, pour frapper ces camps fortifiés un par un,. La force du Commonwealth britannique, qui comptait 36 000 hommes, a attaqué les éléments avancés de l'armée italienne forte de 10 divisions le 9 décembre. Après leur succès initial, les forces de l'opération Compass ont poursuivi les forces italiennes en retraite. En janvier, le petit port de Bardia a été pris, suivi de près par la prise du port fortifié de Tobrouk.
Quelque 40 000 Italiens ont été capturés dans et autour des deux ports, le reste de la 10e armée se repliant le long de la route côtière vers El Agheila. Richard O'Connor envoie la 7e division blindée à travers le désert avec un petit groupe de reconnaissance. Elle atteint Beda Fomm environ quatre-vingt-dix minutes avant les Italiens, interrompant leur retraite. Bien qu'ils tentent désespérément de vaincre les forces britanniques lors de la bataille de Beda Fomm, les Italiens ne parviennent pas à percer, et les restes de l'armée en retraite se rendent. En dix semaines, les forces alliées avaient détruit la 10e armée italienne et atteint El Agheila, faisant au passage 130 000 prisonniers de guerre,,.

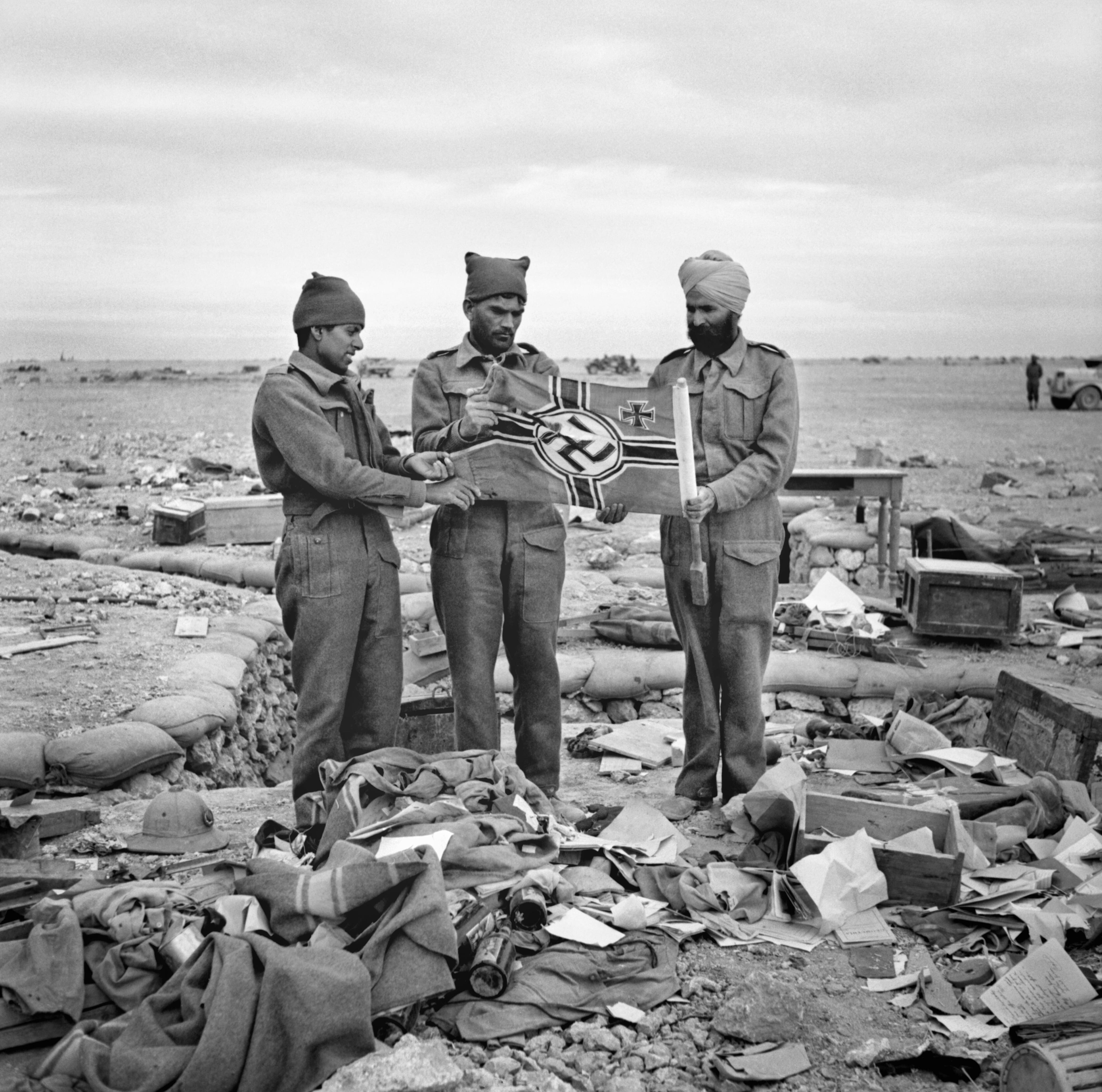
Hommes de la 4e division indienne avec un drapeau allemand capturé à Sidi Omar en Afrique du Nord.

Mussolini demande de l'aide à ses alliés allemands, tandis que le Comando Supremo italien envoie rapidement plusieurs grandes forces motorisées et blindées pour protéger ses colonies en Afrique du Nord. Ce renfort très important comprend la division blindée Ariete, bientôt célèbre, commandée par le général Ettore Baldassarre. Pendant ce temps, les Allemands assemblent à la hâte une force motorisée, dont les éléments de tête arrivent à Tripoli en février. Ce corps expéditionnaire relativement petit, appelé Afrika Korps par Hitler, est placé sous le commandement d'Erwin Rommel. Ses ordres étaient de renforcer les Italiens et de bloquer les tentatives des Alliés de les chasser de la région,. Cependant, l'engagement initial d'une seule panzerdivision et, par la suite, de deux panzerdivisions et d'une division motorisée, indiquait l'étendue limitée de la participation et de l'engagement allemands sur ce théâtre d'opérations. Le gros des renforts était italien et c'était donc aux Italiens de faire le gros des combats. La force alliée avancée - désormais appelée XIIIe Corps - adopta une posture défensive et se renforça au cours des mois suivants, avant que la plupart de ses forces vétéranes ne soient redéployées en Grèce (Opération Lustre). En outre, la 7e division blindée est retirée dans le delta du Nil,,. Les forces vétérans sont remplacées par de nouveaux venus inexpérimentés, mal équipés pour affronter les blindés allemands.

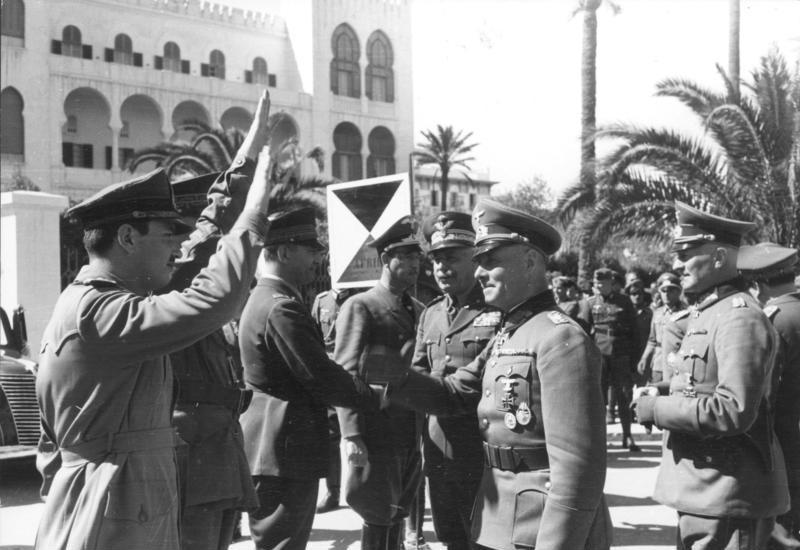
Erwin Rommel avec le gouverneur italien de Libye, le général Italo Gariboldi (à droite de Rommel), à Tripoli, février 1941.

Bien que Rommel ait reçu l'ordre de simplement tenir la ligne, une reconnaissance blindée se transforma rapidement en une véritable offensive à partir d'El Agheila en mars,. En mars-avril, les forces alliées furent repoussées et les principaux officiers généraux capturés. La 9e division d'infanterie australienne se replia sur le port fortifié de Tobrouk, et les forces britanniques et du Commonwealth restantes se retirèrent à 160 kilomètres à l'est de la frontière égypto-libyenne. Alors que Tobrouk était assiégée par la principale force italo-allemande, un petit groupement tactique continua à avancer vers l'est. Capturant au passage Fort Capuzzo et Bardia, il avança ensuite en Égypte et, à la fin du mois d'avril, il avait pris Sollum et le col d'Halfaya, important sur le plan tactique. Rommel a mis une garnison sur ces positions, renforçant ainsi le groupement tactique et lui ordonnant de se mettre sur la défensive,.
Bien qu'isolée sur terre, la garnison de Tobrouk continue de recevoir des approvisionnements et des remplacements, livrés de nuit par la Royal Navy. Les forces de Rommel n'avaient ni la force ni l'entraînement nécessaires pour prendre la forteresse. Cela crée un problème d'approvisionnement pour ses unités avancées. Ses positions de première ligne à Sollum se trouvaient à la fin d'une chaîne de ravitaillement étendue qui s'étendait jusqu'à Tripoli et devait contourner la route côtière de Tobrouk. De plus, il était constamment menacé par une évasion des forces britanniques à Tobrouk. Sans Tobrouk aux mains de l'Axe, toute nouvelle avancée en Égypte était impossible,.
Les Alliés ont lancé une contre-attaque à petite échelle appelée Opération Brevity pour tenter de repousser les forces de l'Axe hors des cols clés à la frontière, avec un certain succès initial. Cependant, ils n'ont pas pu tenir les positions avancées et ont fait suivre Brevity d'une offensive de plus grande envergure, l'opération Battleaxe, destinée à lever le siège de Tobrouk, mais cette opération a également échoué.
Après l'échec de l'opération Battleaxe, Archibald Wavell est relevé de son commandement et remplacé par Claude Auchinleck. La Western Desert Force est renforcée par un deuxième corps, le XXXe Corps, les deux corps formant la Huitième armée. La Huitième armée était composée de forces armées des nations du Commonwealth, notamment l'armée britannique, l'armée australienne, l'armée indienne britannique, l'armée néo-zélandaise, l'armée sud-africaine et les Forces de défense soudanaises. Il y avait également une brigade de Français libres sous les ordres de Marie-Pierre Koenig.
La nouvelle formation lance une nouvelle offensive, l'opération Crusader, en novembre. Après une bataille en dents de scie, la 70e division qui tenait la garnison de Tobrouk est relevée et les forces de l'Axe sont contraintes de se replier. En janvier 1942, la ligne de front se trouvait à nouveau à El Agheila.
Après avoir reçu du ravitaillement et des renforts de Tripoli, l'Axe attaque à nouveau, battant les Alliés à Gazala en juin et capturant Tobrouk. Les forces de l'Axe repoussent la Huitième armée au-delà de la frontière égyptienne, mais leur progression est stoppée en juillet à seulement 140 kilomètres d'Alexandrie lors de la première bataille d'El Alamein.
Fait très important, le 29 juin, les rapports sur les opérations militaires britanniques en Afrique du Nord envoyés à Washington par l'attaché militaire américain au Caire, Bonner Fellers, n'utilisent plus le « code noir » compromis que les forces de l'Axe lisaient, de sorte que l'Axe ne peut plus connaître les « forces, positions, pertes, renforts, approvisionnement, situation, plans, moral, etc. » britanniques, comme il le faisait depuis 1940.

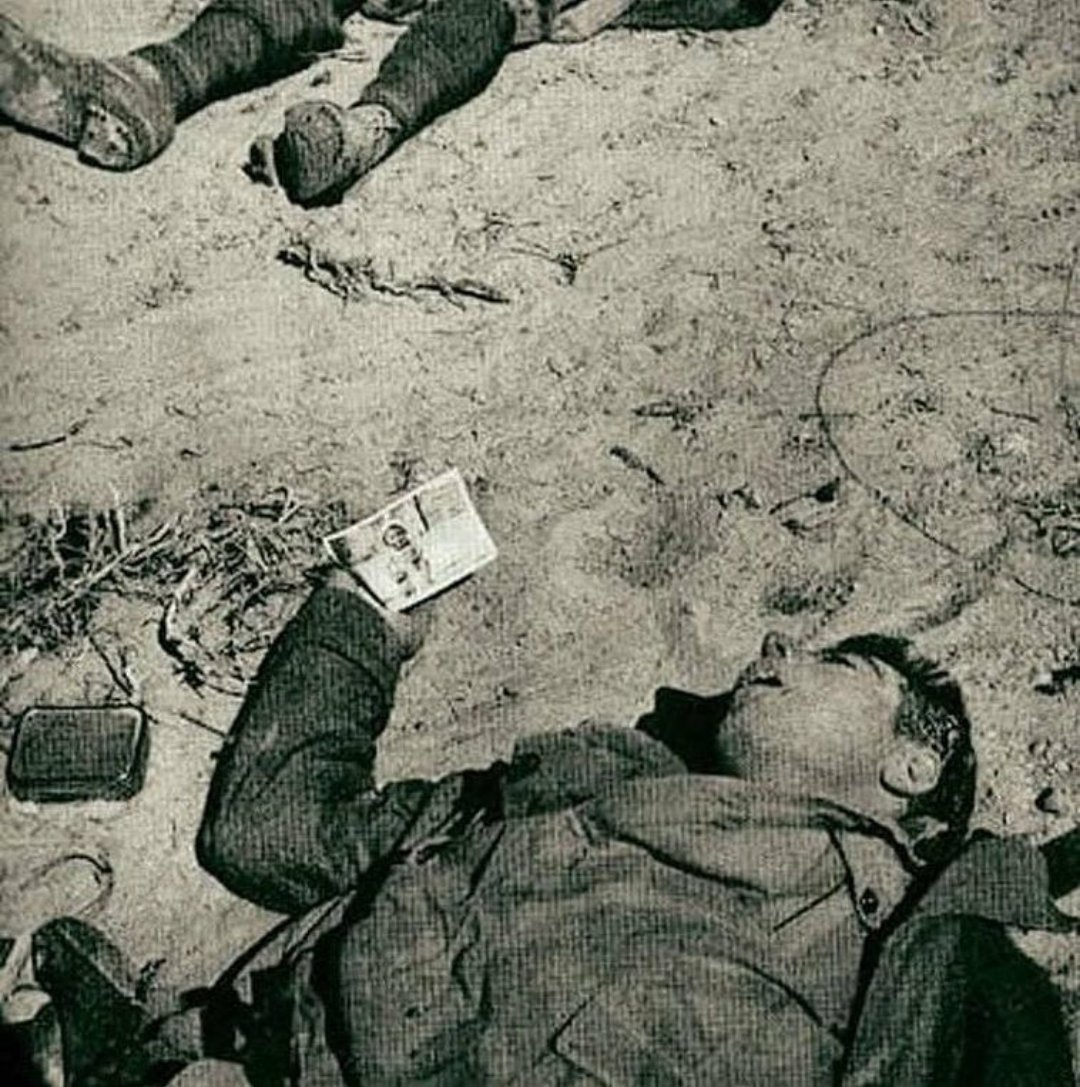
Soldat italien mort tenant une photo de son enfant, Afrique du Nord, années 1940

Le général Auchinleck, bien qu'il ait bloqué l'avance de Rommel lors de la première bataille d'El Alamein, est remplacé par le général Harold Alexander. Le lieutenant-général William Gott est promu du poste de commandant du 13e Corps à celui de commandant de l'ensemble de la Huitième armée, mais il est tué lorsque son avion est intercepté et abattu au-dessus de l'Égypte. Il est remplacé par le lieutenant-général Bernard Montgomery.
À la fin du mois de juin, les forces de l'Axe tentent une deuxième fois de percer les défenses alliées à El Alamein, à Alam Halfa, mais sans succès. Après une longue période de préparation et d'entraînement, la Huitième armée lance une offensive majeure, battant de manière décisive l'armée italo-allemande lors de la deuxième bataille d'El Alamein fin octobre, repoussant les forces de l'Axe vers l'ouest et capturant Tripoli à la mi-janvier 1943. En février, la Huitième armée fait face à l'armée panzer italo-allemande près de la ligne Mareth et passe sous le commandement du 18e groupe d'armées (en anglais : 18th Army Group) du général Harold Alexander pour la phase finale de la guerre en Afrique du Nord - la campagne de Tunisie.

## Opération Torch
L'opération Torch, menée en novembre 1942, était un compromis qui répondait à l'objectif britannique d'assurer la victoire en Afrique du Nord tout en permettant aux forces armées américaines de s'engager dans la lutte contre l'Allemagne nazie à une échelle limitée. En outre, comme Joseph Staline, le dirigeant de l'Union soviétique, plaidait depuis longtemps pour l'ouverture d'un second front afin d'engager la Wehrmacht et de soulager la pression sur l'Armée rouge, cette opération a permis de soulager quelque peu l'Armée rouge sur le front oriental en détournant les forces de l'Axe vers le théâtre nord-africain. Plus de la moitié des avions de transport allemands Ju 52 qui étaient nécessaires pour approvisionner les forces de l'Axe encerclées à Stalingrad étaient occupés à approvisionner les forces de l'Axe en Afrique du Nord.
Les commandants supérieurs américains étaient fortement opposés aux débarquements proposés en Afrique du Nord-Ouest. Après que les chefs d'état-major combinés (CEM) des alliés occidentaux se soient réunis à Londres le 30 juillet 1942, le général George Marshall et l'amiral Ernest King ont refusé d'approuver le plan. Marshall et d'autres généraux américains ont préconisé l'invasion de l'Europe du Nord plus tard dans l'année, ce que les Britanniques ont rejeté,. Après que le premier ministre Winston Churchill ait insisté sur un débarquement en Afrique du Nord française en 1942, Marshall a suggéré au président Franklin D. Roosevelt que les États-Unis abandonnent la stratégie de l'Allemagne d'abord et prennent l'offensive dans le Pacifique. Roosevelt a déclaré que cela n'aiderait en rien la Russie avec Marshall n'ayant pas réussi à persuader les Britanniques de changer d'avis, le président Roosevelt a donné un ordre direct selon lequel l'opération Torch devait avoir la priorité sur les autres opérations et devait avoir lieu le plus tôt possible, l'un des deux seuls ordres directs qu'il ait donnés aux commandants militaires pendant la guerre.
Les débarquements ont commencé le 8 novembre et se sont terminés le 16 novembre. Dans le but de prendre en tenaille les forces allemandes et italiennes, les forces alliées (américaines et du Commonwealth britannique) ont débarqué en Afrique du Nord française sous le contrôle de Vichy en supposant qu'il n'y aurait que peu ou pas de résistance. Néanmoins, les forces françaises de Vichy opposent une résistance forte et sanglante aux Alliés à Oran et au Maroc, mais pas à Alger, où un coup d'État de la résistance française le 8 novembre réussit à neutraliser le XIXe Corps français avant le débarquement et à arrêter les commandants de Vichy. Par conséquent, le débarquement ne rencontre aucune opposition concrète à Alger, et la ville est capturée le premier jour avec l'ensemble du commandement africain de Vichy. Après trois jours de pourparlers et de menaces, les généraux Mark W. Clark et Dwight D. Eisenhower contraignent l'amiral de Vichy François Darlan et le général Alphonse Juin à ordonner la cessation, les 10 et 11 novembre, de la résistance armée des forces de Vichy à Oran et au Maroc, en promettant de faire de Darlan le chef d'une administration française libre. Au cours de l'opération Torch, les Américains affrontent les navires de la marine française de Vichy et la marine allemande lors de la bataille navale de Casablanca, qui se solde par une victoire américaine.
Le débarquement allié entraîne l'occupation de la France de Vichy par l'Axe (opération Anton). En outre, les italiens s'emparent de la flotte française à Toulon, ce qui ne leur sert pas à grand-chose, car la majeure partie de la flotte a été sabordée pour empêcher son utilisation par l'Axe.
L'armée de Vichy en Afrique du Nord rejoint les Alliés.

## Campagne de Tunisie
Après le débarquement de l'opération Torch, début novembre 1942, les Allemands et les Italiens entament un renforcement des troupes en Tunisie pour combler le vide laissé par les troupes de Vichy qui se sont retirées. Pendant cette période de faiblesse, les Alliés décident de ne pas avancer rapidement en Tunisie pendant qu'ils luttent contre les autorités de Vichy. De nombreux soldats alliés sont immobilisés dans des garnisons en raison de l'incertitude du statut et des intentions des forces de Vichy.

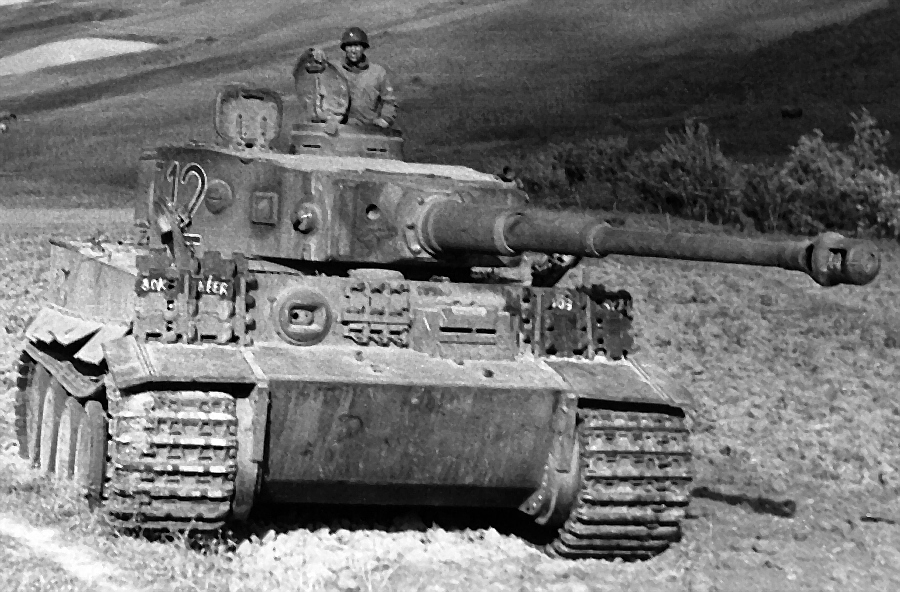
Tiger 712 du de panzers lourds

À la mi-novembre, les Alliés ont pu avancer en Tunisie, mais seulement avec une seule division. Début décembre, la Eastern Task Force - qui avait été redésignée comme la 1re armée britannique sous le commandement du lieutenant-général Kenneth Anderson - était composée de la 78e division d'infanterie britannique, de la 6e division blindée britannique, de la 1re Brigade parachutiste, du Commando n° 6 et d'éléments de la 1re division blindée américaine. Mais à ce moment-là, une division allemande et cinq divisions italiennes avaient été expédiées d'Europe et l'éloignement des aérodromes alliés de la ligne de front donnait à l'Axe une nette supériorité aérienne sur le champ de bataille. Les Alliés ont été arrêtés et repoussés après avoir avancé vers l'est jusqu'à 30 kilomètres de Tunis.
Pendant l'hiver, il s'ensuit une période d'impasse au cours de laquelle les deux camps continuent de renforcer leurs forces. Au début de l'année, la 1re armée britannique disposait d'un corps d'armée britannique, d'un corps d'armée américain et d'un corps d'armée français (un deuxième quartier général de corps d'armée britannique a été activé en avril). Dans la seconde moitié de février, dans l'est de la Tunisie, Erwin Rommel et Hans-Jürgen von Arnim remportent quelques succès contre des troupes françaises et américaines pour la plupart inexpérimentées, notamment en mettant en déroute le 2e corps d'armée américain commandé par le major général Lloyd Fredendall à la bataille du col de Kasserine.
Au début du mois de mars, la 8e armée britannique - qui progresse vers l'ouest le long de la côte nord-africaine - atteint la frontière tunisienne. Rommel et von Arnim se retrouvent dans une tenaille alliée à « deux armées ». Ils sont dépassés par les flancs, les hommes et les armes. Rommel rentre en Allemagne pour des raisons de santé et est remplacé par le général italien Giovanni Messe.
La 8e armée britannique contourne la défense de l'Axe sur la ligne Mareth fin mars après de durs combats et la 1re armée dans le centre de la Tunisie lance sa principale offensive à la mi-avril pour presser les forces de l'Axe jusqu'à ce que leur résistance en Afrique s'effondre. Les forces de l'Axe se sont rendues le 13 mai 1943, faisant plus de 275 000 prisonniers de guerre. La dernière force de l'Axe à se rendre en Afrique du Nord est la 1re armée italienne du général Messe. Cette énorme perte de troupes expérimentées réduit considérablement la capacité militaire des puissances de l'Axe, bien que certaines troupes de l'Axe se soient échappées de Tunisie. Cette défaite en Afrique entraîne la prise de toutes les colonies italiennes en Afrique.

## Renseignements

### Axe

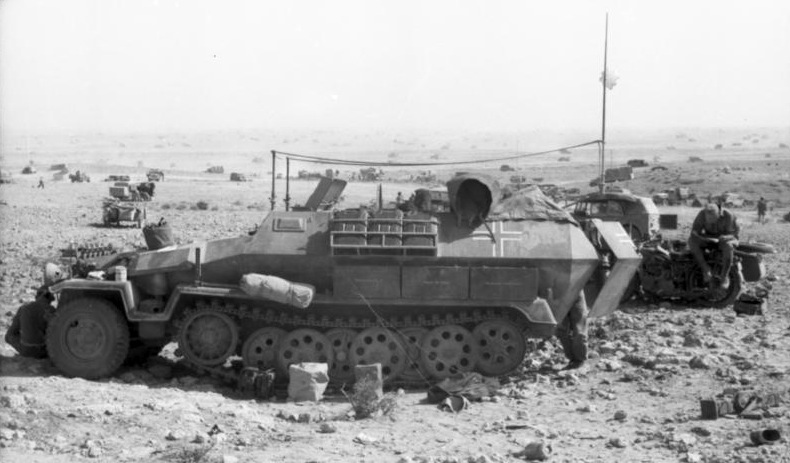
Une unité allemande de réception des transmissions dans le désert

L'Axe a connu un succès considérable dans la collecte de renseignements grâce à l'interception de communications radio et à la surveillance du trafic radio des unités. Le succès le plus important est l'interception des rapports du colonel Bonner Fellers, l'attaché militaire américain en Égypte. Il avait été chargé par le général George Marshall de fournir des rapports détaillés sur la situation militaire en Afrique. Fellers s'est entretenu avec le personnel militaire et civil des quartiers généraux britanniques, a lu des documents et s'est rendu sur le front. Connu des Allemands sous le nom de die gute Quelle (en français : « la bonne source ») ou, plus plaisamment, de « petit bonhomme », il transmet ses rapports à Washington en utilisant le « code noir » du département d'État américain. Cependant, en septembre 1941, les Italiens avaient volé un livre de codes contenant le code noir, l'avaient photographié et l'avaient rendu à l'ambassade américaine à Rome. Les Italiens partageaient des parties de leurs interceptions avec leurs alliés allemands. En outre, la Chiffrierabteilung (en français : « branche militaire allemande du chiffrement ») est bientôt en mesure de déchiffrer le code. Les rapports de Fellers étaient très détaillés et ont joué un rôle important en informant les Allemands de la force et des intentions des alliés entre janvier et juin 1942.

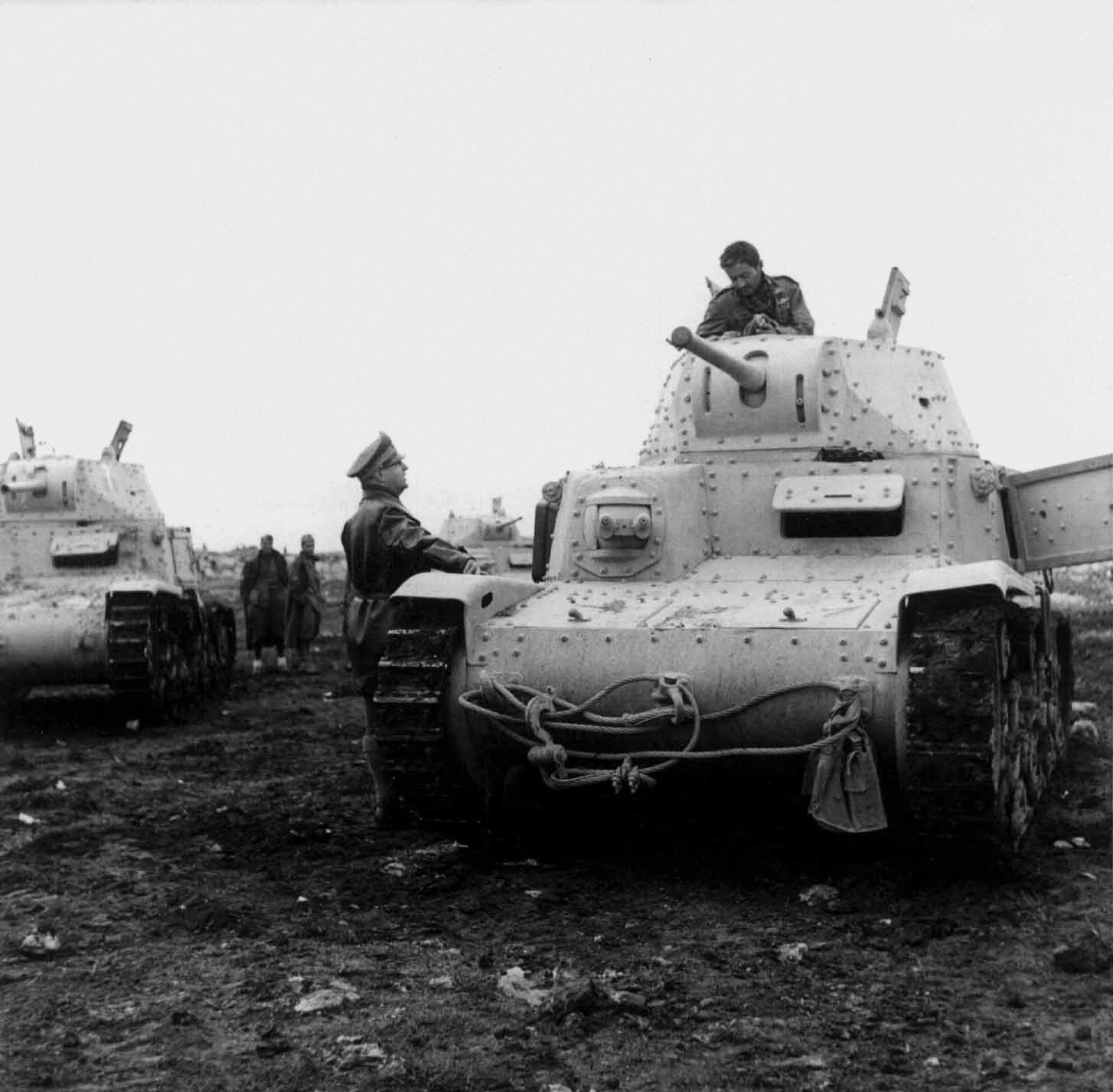
Un char M13/40 italien appartenant à la division blindée Ariete

En outre, les décrypteurs italiens du Servizio Informazioni Segrete (SIS) ont réussi à intercepter une grande partie des signaux radio cryptés (SIGINT) provenant du trafic aérien britannique, ainsi que des signaux cryptés de première classe provenant des navires et des bases terrestres britanniques, fournissant à la Supermarina (Regia Marina) des avertissements opportuns sur les intentions des Alliés en Méditerranée. En effet, le SIS italien réussit tellement bien à gérer la majeure partie du renseignement naval de l'Axe en Méditerranée que « l'utilisation offensive du SIGINT par la Grande-Bretagne était largement annulée par le SIGINT défensif de l'Italie ».
L'Afrika Korps disposait des services de renseignement de l'élément de surveillance mobile du 621e Bataillon des transmissions qui est arrivé en Afrique du Nord à la fin du mois d'avril 1941, commandé par le Hauptmann Alfred Seeböhm. Le 621e Bataillon de transmissions surveillait les communications radio entre les unités britanniques. Malheureusement pour les Alliés, non seulement les Britanniques ne changeaient pas fréquemment leurs codes, mais ils étaient également enclins à une mauvaise discipline radio au combat. Leurs officiers effectuaient fréquemment des transmissions ouvertes et non codées à leur commandement, ce qui permettait aux Allemands d'identifier plus facilement les unités et les déploiements britanniques. La situation a changé après qu'une contre-attaque au cours de la bataille de Gazala ait entraîné l'écrasement et la destruction du 621e Bataillon de transmissions et la capture d'un certain nombre de ses documents, ce qui a alerté les services de renseignement britanniques du problème. Les Britanniques réagirent en instituant une procédure améliorée de signaux d'appel, en introduisant des codes radiotéléphoniques, en imposant un silence radio rigide aux formations de réserve, en remplissant les vrais messages par du trafic factice, en renforçant leur discipline radio au combat et en créant tout un faux réseau de signaux dans le secteur sud.

### Alliés

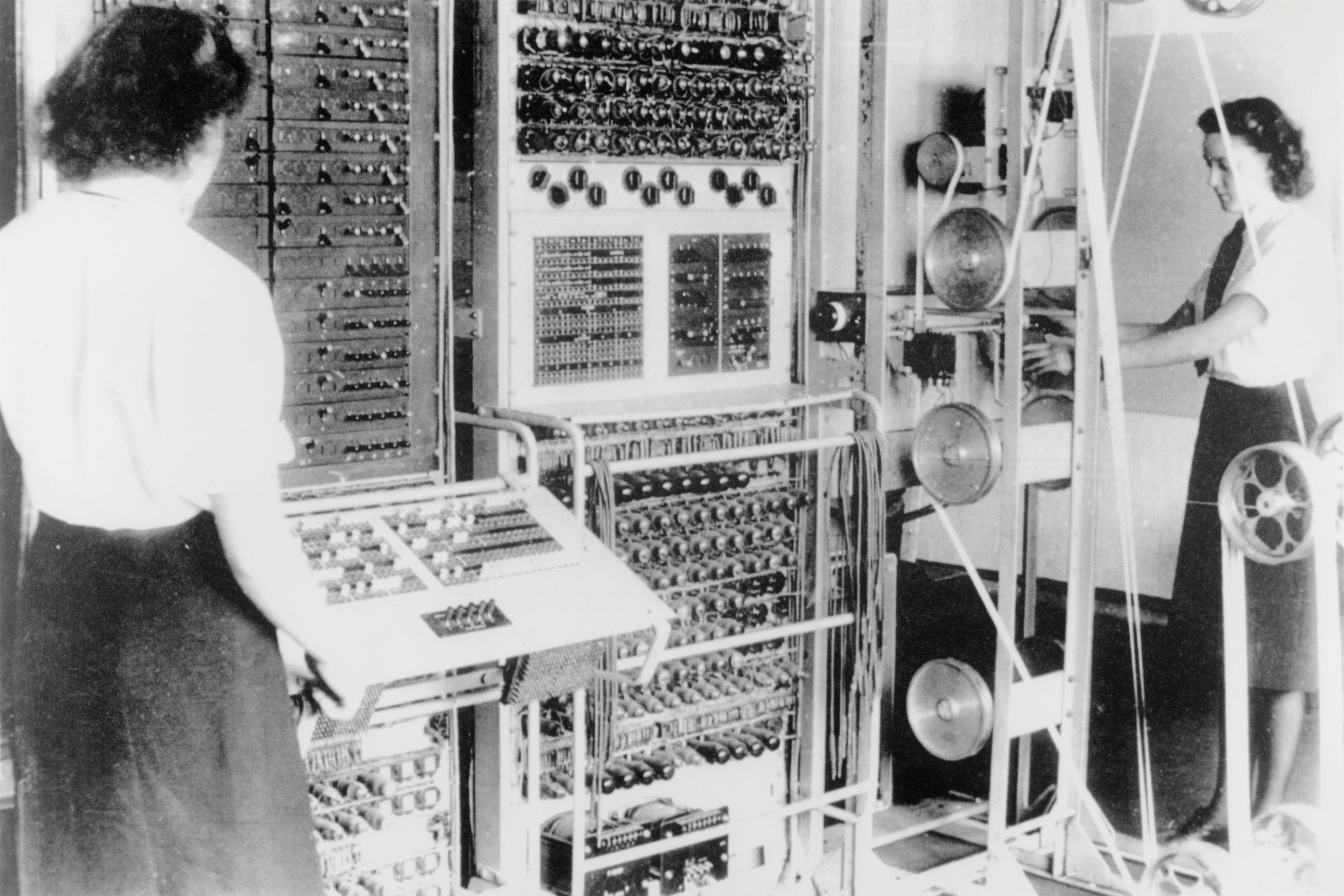
Ordinateur Colossus Mark II à Bletchley Park

Les décrypteurs alliés ont lu une grande partie du trafic de messages allemands chiffrés, en particulier ceux chiffrés par la machine Enigma. Le programme Ultra des Alliés est initialement d'une utilité limitée, car il met trop de temps à transmettre les informations aux commandants sur le terrain, et fournit parfois des informations peu utiles. En termes d'anticipation du prochain mouvement des Allemands, le recours à Ultra se retourne parfois contre eux. Si les premières attaques allemandes de mars 1941 ont été si fructueuses, c'est en partie parce que les interceptions d'Ultra avaient informé Wavell que l'Oberkommando der Wehrmacht (OKW) avait clairement ordonné à Rommel de ne pas entreprendre d'action offensive, mais d'attendre qu'il soit renforcé par la 15e Panzerdivision en mai. Rommel a reçu cette information, mais a accordé plus de valeur à sa propre évaluation de la situation. Croyant que les Allemands n'avaient pas l'intention d'entreprendre une action majeure, le commandement britannique ne réagit que lorsqu'il est trop tard. De plus, Rommel ne fournit généralement pas à l'OKW ou au Comando Supremo italien les détails de ses opérations planifiées, car il pense que les Italiens sont trop enclins à divulguer l'information. Ainsi, le 21 janvier 1942, lorsque Rommel lance sa deuxième offensive à partir d'El Agheila, le Comando Supremo est tout aussi surpris que les Britanniques de l'apprendre. Les interceptions Ultra fournissent aux Britanniques des informations telles que le nom du nouveau commandant allemand, son heure d'arrivée, ainsi que le nombre et l'état des forces de l'Axe, mais elles ne révèlent pas toujours correctement les intentions de Rommel.
Le principal avantage des interceptions Ultra pour l'effort en Afrique du Nord était d'aider à couper la ligne d'approvisionnement de l'Axe vers la Tunisie. Les interceptions Ultra ont fourni des informations précieuses sur les horaires et les itinéraires des expéditions de ravitaillement de l'Axe à travers la Méditerranée. Ces informations étaient essentielles pour donner aux Britanniques la possibilité de les intercepter et de les détruire. À l'époque où Malte subissait de lourdes attaques aériennes, la capacité à agir sur la base de ces informations était limitée, mais à mesure que la force aérienne et navale des Alliés s'améliorait, ces informations sont devenues essentielles au succès des Alliés. On estime que 40 à 60 % des navires de ravitaillement de l'Axe ont été localisés et détruits grâce aux informations décryptées,. Cependant, cette affirmation est fortement contestée par les auteurs Vincent P. O'Hara et Enrico Cernuschi (2013) qui affirment que des auteurs comme F.H. Hinsley ont grandement exagéré les effets d'ULTRA. Par exemple, ils affirment que les renseignements fournis par ULTRA ont eu peu d'impact pour arrêter les convois italiens atteignant l'Afrique du Nord. Sur les 2,67 millions de tonnes de matériel, de carburant et de munitions expédiées vers l'Afrique - presque toutes dans des navires italiens et sous escorte italienne - 2,24 millions de tonnes ont réussi à arriver malgré tous les efforts d'ULTRA et de la marine britannique pour les en empêcher. En effet, « Ultra n'a pas empêché les armées de l'Axe d'atteindre le Nil ».
Les lourdes pertes des parachutistes allemands (Fallschirmjäger) en Crète, rendues possibles par les avertissements d'Ultra sur les heures et les lieux de largage, ont fait hésiter Hitler à attaquer Malte, ce qui a aidé les Britanniques à prendre le contrôle de la Méditerranée, tout comme les pertes de la marine italienne à la bataille du cap Matapan. Pour dissimuler le fait que les messages codés allemands étaient lus, un fait essentiel à l'effort de guerre global des Alliés, le commandement britannique a exigé qu'une mission de survol soit effectuée avant qu'un convoi puisse être attaqué afin de donner l'impression qu'un vol de reconnaissance avait découvert la cible.
Le Canada a fourni un petit contingent de 201 officiers et 147 sous-officiers.

## Conséquences

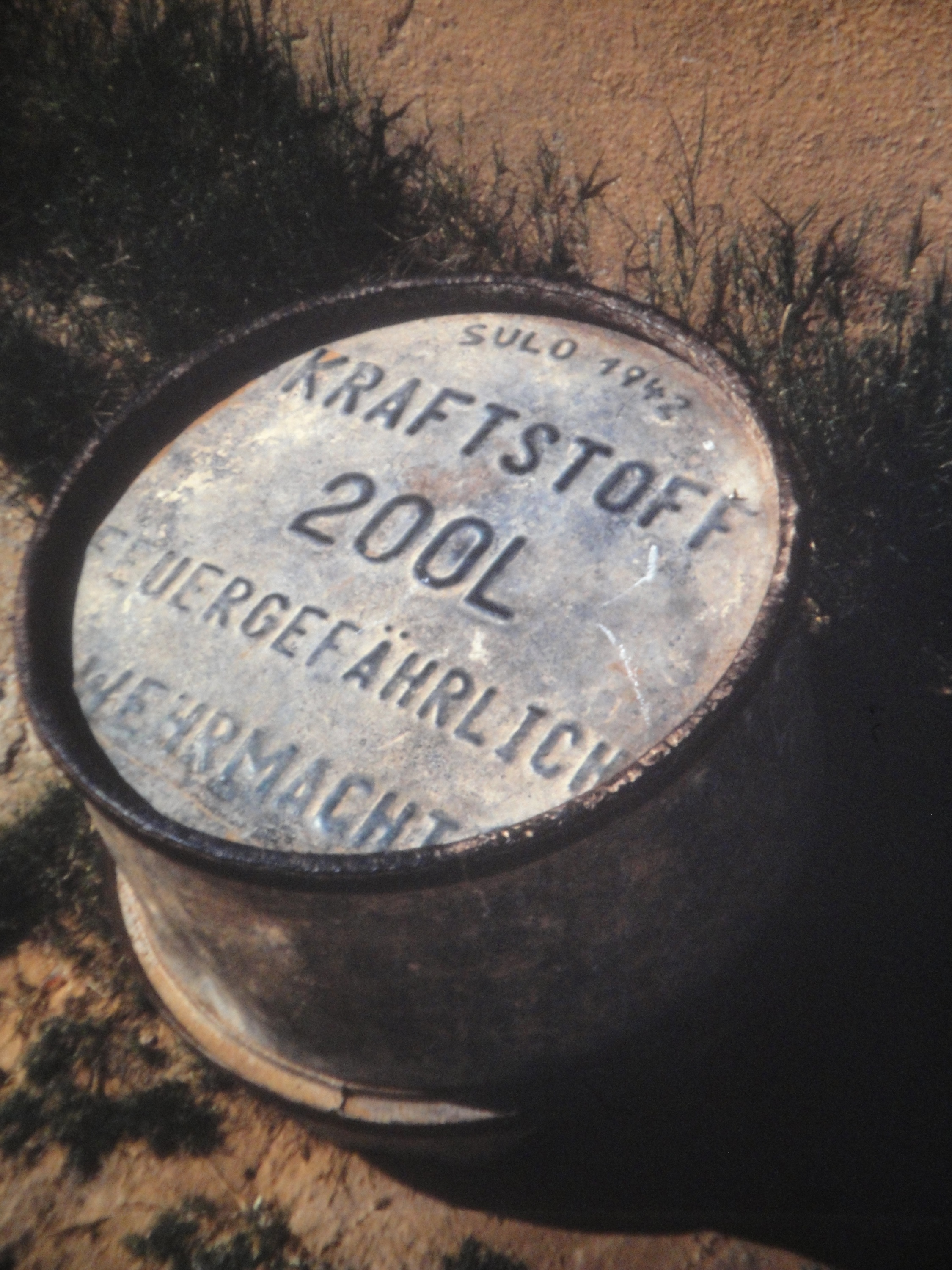
Baril de carburant de la Wehrmacht en Tunisie, 2010

Après la victoire des Alliés dans la campagne d'Afrique du Nord, le décor était planté pour le début de la campagne d'Italie. L'invasion de la Sicile (opération Husky) a suivi deux mois plus tard. Près de 400 000 soldats de l'Axe et des Alliés ont été perdus, blessés ou sont morts de maladie à la fin de la campagne d'Afrique du Nord.